# 임향화
임향화(1952~)는 미국과 한국에서 활동 중인 영화배우 겸 연극배우이다. 
그녀는 20대까지 활발하게 연기활동을 하다가, 결혼 후 돌연 미국으로 건너가서 사업가로 성공적인 삶을 살았다. 
지난 2010년, 40년만에 다시 뉴욕에서 영화배우로 데뷔하면서 제2의 연기 인생을 시작하고 있다.

도미 전, 그녀의 대표작은  1987년 『춘풍의 처』『루브 Luv』등이 있다. 
뉴욕에서 열린 '아시안 아메리칸 국제영화제’에 선보인 작품 장편< 해피 클리너스>에 주연으로 출연하며 배우로서 제2막을 열고 있다. 

## 대표작
<연극 부문>
- 아역배우를 거쳐 대학 재학시부터 기성극단에서 활동(1975-1987)

- 1977년 KBS 세미 다큐멘타리 『이어도』(78)-골든글러부 수상작품
- 1975-1987 『춘풍의 처』,  『루브 Luv』 등 주연으로 수십회 공연
- 1987 『춘풍의 처』로 일본Toga 페스티벌 참가
- 2020년  『옛날 옛적 훠어이 훠어이』 , 『달아 달아 밝은 달아』

<영화부문>
- 2015년 단편영화 『어느 여름날』(주연)
- 2017년  『Happy Cleaners』 (주연)/ 뉴욕 및 서울 개봉 : 이 영화는 한인 2세 감독 줄리안 김(Julian Kim)과 피터 S. 리(Peter S. Lee)의 작품으로, 뉴욕 퀸즈의 한인타운 플러싱에서 17년간 세탁소 '해피 클리너스'를 운영하는 평범한 이민 가족 최씨네의 이야기이다. 영화는 미국 뉴욕 과 LA 샌프란시코 시카고, 호주 네팔 등 여러나라의 국제 영화제에서 다수의 상을 받았으며 이후 국내에서도 개봉했다.
- 2021년  『아들의 이름으로』

<참고> - 링크주소
『Happy Cleaners』 (2017)
https://xn—2j1bu1hw1oqtkbkb.com/movie/2601?page=380%5B깨진+링크(과거+내용+찾기)%5D
『아들의 이름으로』
https://l28.leadership14.net/bbs/board.php?bo_table=movie&wr_id=45197
<보도자료>
https://n.news.naver.com/article/310/0000084720?lfrom=kakao
https://blog.naver.com/kimri333/221920298984
https://blog.naver.com/kimri333/221920298984